# Robert Anton Wilson
Robert Anton Wilson (ur. 18 stycznia 1932 w Nowym Jorku, zm. 11 stycznia 2007 w Capitola (Kalifornia)) – amerykański pisarz, filozof, psycholog, futurolog i agnostyk. Znany głównie jako współautor Trylogii Illuminatus!.

## Książki wydane w Polsce
- Trylogia Illuminatus!:
  - Robert Anton Wilson, Robert Shea: Oko w Piramidzie. Katarzyna Karłowska (tłum.). Poznań: Wydawnictwo Rebis, 1994. ISBN 83-7120-011-0. Brak numerów stron w książce
  - Robert Anton Wilson, Robert Shea: Oko w Piramidzie. Katarzyna Karłowska (tłum.). Poznań: Zysk i S-ka, 2000, 2001. ISBN 83-7298-027-6. Brak numerów stron w książce
  - Robert Anton Wilson, Robert Shea: Złote jabłko. Katarzyna Karłowska (tłum.). Poznań: Zysk i S-ka, 1995. ISBN 83-86530-62-6. Brak numerów stron w książce
  - Robert Anton Wilson, Robert Shea: Lewiatan. Poznań: Zysk i S-ka, 1995. ISBN 83-7150-035-1. Brak numerów stron w książce
- Robert Anton Wilson: Sex, narkotyki i okultyzm: podróże poza granice świadomości. Dariusz Misiuna (tłum.). Toruń: Graffiti BC, 2002. ISBN 83-912194-6-1. Brak numerów stron w książce
- Robert Anton Wilson: Kosmiczny spust czyli tajemnica iluminatów. Dariusz Misiuna (tłum.). Warszawa: Okultura, 2004. ISBN 83-88922-07-6. Brak numerów stron w książce
- Robert Anton Wilson: Powstający Prometeusz. Dariusz Misiuna (tłum.). Warszawa: Okultura, 2006. ISBN 83-88922-11-4. Brak numerów stron w książce
- Robert Anton Wilson: Psychologia kwantowa. Dariusz Misiuna (tłum.). Warszawa: Okultura, 2008. ISBN 978-83-88922-17-6. Brak numerów stron w książce